# Uvaria
- Commons
- Wikispecies

Uvaria L. é um género botânico pertencente à família Annonaceae.

## Sinonímia
| - Armenteria Thouars ex Baill. - Marenteria Thouars - Narum Adans. - Naruma Raf. | - Pyragma Noronha - Uva Kuntze - Uvariella Ridl. - Waria Aubl. |

## Espécies
| - Uvaria alba Merr. - Uvaria confertiflora Merr. - Uvaria elmeri Merr. - Uvaria fornicata Roxb. - Uvaria glooensis Merr. - Uvaria lanotan Blanco - Uvaria macclurei Diels - Uvaria macrocarpa Warm. - Uvaria mollis Engl. et Diels - Uvaria nudistellata Elmer - Uvaria obtusa Blume - Uvaria ovalifolia Blume | - Uvaria pachychila Merr. - Uvaria paivana - Uvaria peninsula Elmer - Uvaria purpurea Blume - Uvaria rubra C. B. Rob. - Uvaria scandens C. B. Rob. - Uvaria sibuyanensis Elmer - Uvaria stellata Merr. - Uvaria subglabra Merr. et F. P. Metcalf - Uvaria subverrucosa Elmer - Uvaria sympetala Merr. - Uvaria zchokkei Elmer |

- Lista completa

## Classificação do gênero
| Sistema | Classificação                      | Referência               |
| ------- | ---------------------------------- | ------------------------ |
| Linné   | Classe Polyandria, ordem Polygynia | Species plantarum (1753) |